# Medalha do Polo Sul
A Medalha do Polo Sul (em norueguês: Sydpolsmedaljen), uma condecoração Real Norueguesa criada pelo Rei Haakon VII em 20 de Agosto de 1912 para homenagear os participantes na expedição de Roald Amundsen. 
A medalha foi concedida aos participantes da mostra no dia da sua instituição. A medalha foi desenhada pelo gravador Ivar Throndsen.

## Titulares
A Medalha do Pólo Sul foi concedida às seguintes pessoas:
- Roald Amundsen
- Andreas Beck
- Olav Bjaaland
- Hjalmar Fredrik Gjertsen
- Ludvig A. Hansen
- Helmer J. Hanssen
- Sverre Hassel
- Hjalmar Johansen
- Halvardus Kristensen
- Alexander Kutschin
- Henrik Lindstrøm
- Thorvald Nilsen
- Jacob Nødtvedt
- Karenius B. Olsen
- Kristian Prestrud
- Martin Richart Rønne
- Jørgen Stubberud
- Knut Sundbeck
- Oscar Wisting